# أولاد الطالب (لعطاطرة)
أولاد الطالب هي إحدى مشيخات المملكة المغربية، تتبع جغرافيا لإقليم سيدي بنور وإداريًا للعطاطرة. يقدر عدد سكانها بـ 5246 نسمة حسب الإحصاء الرسمي للسكان والسكنى لسنة 2004.